# Corpo Aereo Italiano

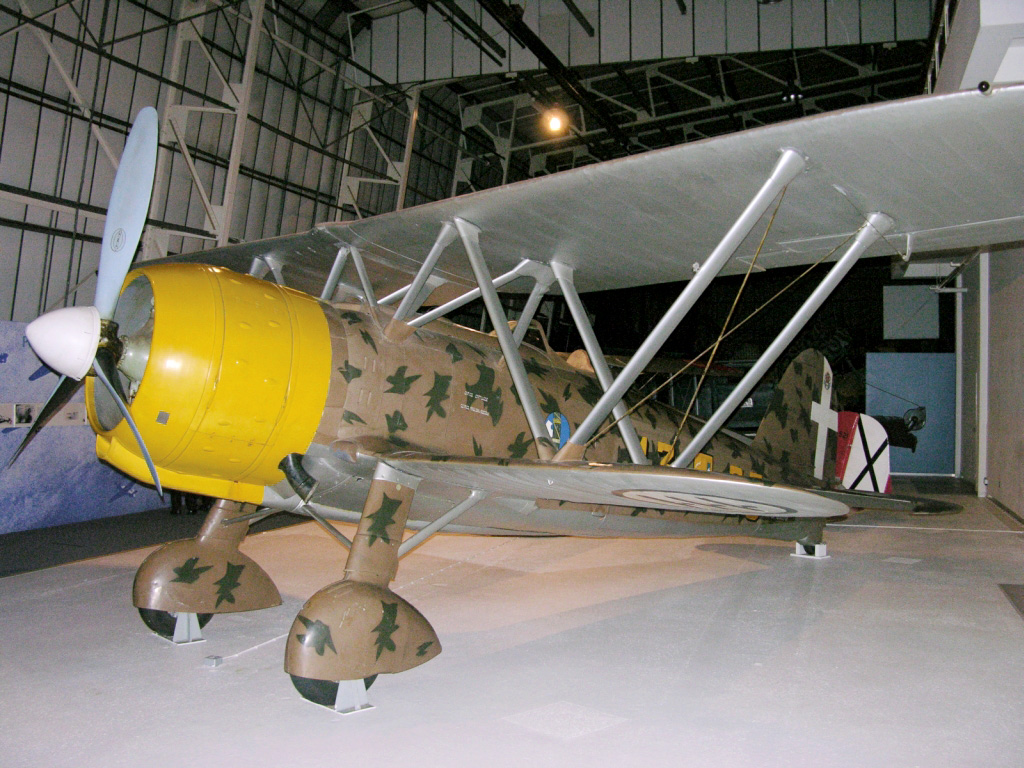
Samolot Fiat CR.42 używany przez Corpo Aereo Italiano

Corpo Aereo Italiano (C.A.I.) (pol. Włoski Korpus Lotniczy) – włoska jednostka lotnicza z okresu II wojny światowej, która jako jedyna wzięła udział w bitwie o Anglię.
Pod koniec kampanii francuskiej Benito Mussolini zaproponował A. Hitlerowi udział włoskich jednostek wojskowych w inwazji na Wielką Brytanię. Do wstępnych rozmów doszło w czasie ich spotkania w dniu 10 czerwca 1940 roku, lecz wtedy nie doszło do jakichkolwiek uzgodnień, bowiem w planach inwazji na Wielką Brytanię nie uwzględniono udziału wojsk włoskich. Ostatecznie Niemcy zgodzili się na udział w operacji włoskich jednostek lotniczych. Włoskie dowództwo sił lotniczych początkowo zamierzało skierować do udział tylko jednostki pomocnicze do obsługi transportowej niemieckich jednostek operacyjnych, ale na to nie wyrazili zgody Niemcy i zażądali udziału włoskich jednostek w wyprawach bombowych przeciwko Anglii. Ostatecznie pod koniec września 1940 roku rozpoczęto formowanie jednostki lotniczej, którą nazwano Corpo Aereo Italiano. Jednostka ta miała składać się z trzech pułków bombowych i jednego pułku myśliwskiego, a załogi miały wymieniać się rotacyjnie.
Ostatecznie w skład Corpo Aero Italiano, którego dowódcą został gen. Rino Corso-Fougier, weszły: 
- 13 pułk lotniczy (13º Stormo) – wyposażony w 38 samolotów bombowych Fiat BR.20M Cicogna
  - 11 dywizjon bombowy (11° Gruppo)
    - 1 eskadra (1 Squadriglia)
    - 4 eskadra (4 Squadriglia)

  - 43 dywizjon bombowy (43° Gruppo)
    - 3 eskadra (3 Squadriglia)
    - 5 eskadra (5 Squadriglia)
- 43 pułk lotniczy (43º Stormo) – wyposażony w 27 samolotów bombowych Fiat BR.20M Cicogna
  - 98 dywizjon bombowy (98° Gruppo)
    - 240 eskadra (240 Squadriglia)
    - 241 eskadra (241 Squadriglia)

  - 99 dywizjon bombowy (99° Gruppo)
    - 242 eskadra (242 Squadriglia)
    - 243 eskadra (243 Squadriglia)
- 56 pułk lotniczy (56º Stormo) 
  - 18 dywizjonu myśliwski (18º Gruppo) – wyposażony w 50 samolotów myśliwskich Fiat CR.42 Falco
    - 83 eskadra (83 Squadriglia)
    - 85 eskadra (85 Squadriglia)
    - 95 eskadra (95 Squadriglia)

  - 20 dywizjon myśliwski (20º Gruppo) – wyposażony w 48 samolotów myśliwskich Fiat G.50 Freccia
    - 351 eskadra (351 Squadriglia)
    - 352 eskadra (352 Squadriglia)
    - 353 eskadra (353 Squadriglia)
- 172 eskadra rozpoznawcza (172 Squadriglia RST) – wyposażony w 5 samolotów bombowych CANT Z.1007, używanych do działań rozpoznawczych

W połowie października 1940 roku zaczęto przebazowywać jednostki na lotniska w Belgii, gdzie zostały zgrupowane do dnia 19 października, pułki bombowe na lotnisku w Melsbroek a pułk myśliwski na lotnisku w Ursel. 
W nocy z 24/25 października 1940 roku po raz pierwszy 18 samolotów Fiat BR.20M z Corpo Aereo Italiano wzięły udział w nocnym nalocie na miasta Harwich i Felixstowe w południowej Anglii. Od tego momentu samoloty z Corpo Aereo Italiano rozpoczęty działania bojowe, uczestnicząc w nocnych nalotach skierowanych na miasta i porty położone na południu Anglii m.in. Ramsgate, Canterbury, Dover. W nalotach tych uczestniczyły poszczególne dywizjony, które były włączane do wypraw niemieckich i trwały one do początków listopada.
W dniu 11 listopada 1940 roku zdecydowano się użyć 99 dywizjonu bombowego wraz z osłoną myśliwską do nalotu dziennego na rejon Ramsgate. Była to pierwsza wyprawa dzienna Corpo Aereo Italiano i uczestniczyło w niej 10 samolotów Fiat BR.20 Cicogna a osłaniało je 42 samoloty  Fiat CR.42 Falco oraz 46 Fiat G.50 Freccia. Przeciwko tej wyprawie dowództwo RAF skierowało 3 dywizjony myśliwskie: 46, 249 i 257. W trakcie walk Włosi stracili 7 samolotów bombowych i 4 myśliwskie, a jeden z samolotów bombowych Fiat BR.20 zestrzelił polski pilot ppor. Karol Pniak (walczący w składzie 257 dywizjonu myśliwskiego RAF). Wyprawa nie dotarła do celu i była to największa porażka Corpo Aereo Italiano.
Już w dniu 15 listopada 1940 roku marsz. Pietro Badoglio w trakcie spotkania z feldmarszałkiem Wilhelmem Keitelem zażądał wycofania korpusu z walki, lecz jeszcze w grudniu samoloty korpusu uczestniczyły w nocnych nalotach na porty w południowej Anglii, dołączając do wypraw niemieckich. Ostatecznie od 3 stycznia 1941 zaczęto wycofywać jednostki Corpo Aereo Italiano z Belgii i kierowano je Włoch, a następnie Afryki Północnej. Ostatnie pododdziały opuściły Belgię 15 kwietnia 1941 roku i ten dzień należy uznać za koniec istnienia Corpo Aereo Italiano, gdyż jednostki po opuszczeniu Belgii przestawały być częścią tego korpusu.
W trakcie swojej działań bojowych samoloty z Corpo Aereo Italiano wykonały 1721 lotów bojowych nad Anglię, w trakcie działań stracił on według danych brytyjskich – 11 samolotów (Włosi oficjalnie podali liczbę 10 utraconych samolotów). Ładunek bomb zrzuconych na Anglię nie jest dokładnie znany, biorąc jednak pod uwagę udźwig samolotów Fiat BR.20, można zakładać, że był on niewielki a udział tej jednostki w bitwie o Anglię miał charakter bardziej propagandowy niż bojowy.